# Inger Gamburg
Ingeborg "Inger" Johanne Gamburg, født Mohr (25 januar 1892 i Holbæk - død 29 marts 1979 i København) var en dansk fagforeningsformand, koncentrationslejrfange og kommunistisk politiker for Danmarks Kommunistiske Parti. Blandt andet kendt for sammen med Marie Nielsen at have dannet Arbejderkvindernes Oplysningsforbund (sv).

## Barndom og privatliv
Inger Mohr blev født d. 25. januar 1892 i Holbæk. Hendes far var metalarbejder August Andreas Søren Mohr (1854-1894) og hendes mor var Ane Sofie Christensen (1859-1909). Hun giftede sig med den lettiske trælastarbejder Abram Itzik Gamburg (1890-1950), men ægteskabet blev opløst i 1933. Inger fik datteren Grethe i 1916.
Inger far var den første formand for Socialdemokratiet i Holbæk, og den første formand for byens smede- og metalarbejdere. Da Inger var 2 år gammel, døde hendes far, og hendes mor var alene med 6 børn .
Inger Gamburg døde i København 1979 og er begravet på Bispebjerg Kirkegård.

## Arbejdsliv og faglig organisering
Da Inger var en ung pige døde hendes mor af lungebetændelse, og Ingeborg måtte ud og tjene som tjenestepige. Derefter arbejdede hun på en chokoladefabrik og skiftede senere til at arbejde på Tuborg bryggeri i 6 år. Inspireret af de mandlige arbejderes strejke på Tuborg, iværksatte Inger den første strejke blandt de kvindelige bryggeriarbejdere, hvilket blandt andet førte til et sammenstød med Helga Larsen, som lige var blevet valgt til Folketinget.  I et interview med Land og Folk beskriver Inger strejken:
| „ | I 1918 strejkede alle mandlige bryggeriarbejdere for højere løn. Både Tuborg og Carlsberg var med. Jeg blev arbejdsløs på grund af strejken, men havde ikke været længe nok i fagforeningen til at få understøttelse. Jeg måtte så søge andet arbejde. Efter nogen tid fik vi kvindelige bryggeriarbejdere besked på at møde om morgenen kl. fem på Jagtvejen. Her kom daværende folketingsmedlem Helga Larsen og forelagde et forslag om, at vi skulle gå i arbejde kl. seks. Mændene var blevet enige om at begynde igen, for de havde fået løfte om 18 kr. mere om ugen. Det var mange penge dengang. Da hun havde fortalt det sagde Helga Larsen: Så, kammerater, så går vi i arbejde." Så tænkte jeg: ”Det var satans". Og for første gang sprang jeg op på en talerstol og sagde: ”Må jeg få ordet? Hvor meget får vi Helga? Må jeg lige spørge dig om det?" Hun sagde noget om, at vi jo ikke havde strejket, så vi skulle ikke have noget. ”Så går jeg krafted'me ikke i arbejde! " sagde jeg. Og hele striben råbte hørt! Helga kunne ikke forstå det og Ekstra Bladet skrev på forsiden med store bogstaver: „Pinseøllet i fare — Kvinderne strejker nu." Enden på legen blev, at vi efter otte dage fik et tilbud om lønforhøjelser, og det tog vi imod. Jeg kom også tilbage til Tuborg, men kort tid efter kom værkføreren og stillede sig bag min stol med en fyreseddel. ”De skal lade være med at bruge sådan en mund." Han lovede mig arbejde om sommeren, men jeg sagde bare: ”Tak, jeg forlægger min sommerresidens til et andet sted." Og så gik jeg lige midt i arbejdet Inger Gamburg, 1971 | “ |

Efter strejken blev Inger Gamburg ansat på Hellesens Elementfabrik som binder af kul og grafit. Sammen med Marie Nielsen stiftede Inger Gamburg Arbejderkvindernes Oplysningsforening i 1925, hvilket gav hende adgang til at blive fagforeningsleder. Hun blev desuden formand for Arbejderkvindernes Oplysningsforbund, som blandt andet havde fri abort som en del af deres program.
I 1926 blev hun valgt som formand for Kvindeligt Arbejderforbund Afdeling 5, som var metal- og jernindustrikvindernes afdeling.  I Kvindeligt arbejderforbund var Inger Gamburg den første, der rejste kravet om lige løn for lige arbejde. Hun forblev formand til 1965.

## Tiden i DKP og under besættelsen
Inger Gamburg tog i 1928 til Røde faglige internationales kongres i Moskva, hvorefter hun blev medlem af Danmarks Kommunistiske Parti.  I 1930 tog hun med Marie Nielsen og en delegation af arbejderkvinder til Sovjetunionen, og samme år bliver hun medlem af DKP's centralkomité. Fra 1931 til 1932 var hun medlem af partiets politbureau.
Under besættelsen blev hun i juni 1941 arresteret ligesom mange andre kommunister. Hun blev flyttet mellem forskellige steder, indtil hun i oktober 1943 bliver sendt til Stutthof koncentrationslejr, hvor hun var indtil 1945.
Hun kæmpede for ligeløn, da hun stillede op for DKP til Folketinget i 1945: "Ligelønskravet er det fundamentale for os. Vi har altid arbejdet for det her i Afdeling 5, og paa den sidste Kongres i Kvindeligt Arbejderforbund havde jeg den Glæde at ogsaa hele Forbundet gik ind for det. For os Kvinder i Industrien synes det saa urimeligt, at vi staar ved nøjagtigt lige saa haardt Arbejde som Mændene og saa bærer en betydelig lavere Løn hjem hver Uge". Hun var flere gange opstillet til Folketinget uden at blive valgt.
Fra 1946 til 1958 var Inger Gamburg medlem af Borgerrepræsentationen i København for DKP.